# Limnonectes khasianus
Limnonectes khasianus är en groddjursart som först beskrevs av Anderson 1871.  Limnonectes khasianus ingår i släktet Limnonectes och familjen Dicroglossidae. IUCN kategoriserar arten globalt som otillräckligt studerad. Inga underarter finns listade i Catalogue of Life.